# Södertörn
Södertörn est une île, située à l'est du Södermanland, dans le comté de Stockholm en Suède. Elle a une forme triangulaire, délimitée au nord par le lac Mälar, à l'est et au sud par la mer Baltique, et à l'ouest par le canal de Södertälje et les long fjärds (baies allongées) de la mer Baltique. 
Södertörn était initialement une île mais devint une péninsule il y a environ 1 000 ans lorsque le rebond post-glaciaire fit émerger un isthme avec le reste du pays. Le canal de Södertälje, dont le projet date du XVe siècle, traverse cet isthme et a redonné son caractère insulaire à la région. Ainsi, en 2013, le bureau central des statistiques de Suède classe Södertörn comme la troisième plus grande île du pays, avec une superficie de 1 207 km2. 
La topographie de l'île est caractérisée par un paysage de Sprickdalslandskap: un vaste plateau coupé de vallées suivant souvent des grandes lignes de fractures du socle. Le sol du plateau est peu fertile et couvert de forêts, tandis que les vallées sont cultivées lorsqu'elles ne sont pas remplies par des lacs. Le socle est essentiellement constitué de gneiss. 
La partie sud de Stockholm et de sa banlieue sont situés au nord de l'île. Malgré cela, de nombreuses zones ont conservé une nature essentiellement intacte, en particulier la forêt de Tyresta, dont une partie est protégée par le parc national de Tyresta.